# Ђура Димитријевић (лекар)
Др Ђура Димитријевић био је искакнути лекар – ортопед са подручја Лесковца.

## Биографија
Др Ђура Димитријевић рођен је 1928. године у селу Горњем Синковцу. Основну школу завршио је у Турековцу, а гимназију 1948. године у Лесковцу. Исте године је уписао медицински факултет у Сарајеву. Касније се пребацио на медицински факултет у Београду који је завршио 1958. године. После завршеног лекарског стажа радио је као лекар опште праксе у Печењевцу, а 1964. године прешао на Ортопедију где добија специјализацију из ортопедске хирургије и трауматологије.
Као руководилац службе др Ђура Димитријевић остаје до 1991. године. У току рада у стручном погледу био је опредељен за конзервативни начин лечења ортопедских болесника. Оперативни начин лечења био је у другом плану. То је било разумљиво у условима првобитног смештаја одељења. Преласком у нову болницу створене су могућности изнад оптималних. Његов став се ни тада није битно променио. Доласком младих лекара на специјализацију и постојећих специјалиста мењао се став у корист оперативног начина лечења према савременим схватањима. Др Ђура је био промењен са места начелника у 1989. години, када је за начелника постављен др Благоје Николић (1946-2001). На тој функцији остаје само 8 месеци, када поново долази др Ђура Димитријевић до 1992. године.